# Joseph Ignaz Appiani
Ne pas confondre avec le peintre italien Giuseppe Appiani (1740 ou 1754–1812).
Pour les articles homonymes, voir Giuseppe Appiani et Appiani (homonymie).
Joseph Ignaz Appiani (italien : Giuseppe Ignazio Appiani), né le 16 octobre 1706 à Munich, et mort le 19 août 1785 à Triefenstein ou à Mayence, est un peintre et graveur italien actif en Allemagne. Il est en particulier peintre de fresque, peintre de cour pour le prince-électeur de Mayence, fondateur et premier directeur de l'Académie des beaux-arts de Mayence.

## Biographie
Joseph Ignaz Appiani naît le 16 octobre 1706 à Munich, Milan et Porto Ceresio sont à exclure comme lieu de naissance, car il a été baptisé à Munich le jour de sa naissance. Il est le fils de Pietro Francesco Appiani de Porto Ceresio et de Maria Sophia de (Fürstenfeld) Bruck. Son oncle est le plâtrier Jacopo Appiani (de) (1687-1742).
Dans sa jeunesse, il assimile les traditions décoratives de la peinture lombarde et est profondément influencé par les artistes vénitiens, principalement Giambattista Tiepolo. Il quitte probablement l'Italie jeune, voyageant en Bavière, où il est attiré par l'art de Carlo Innocenzo Carlone, puis, peut-être entre 1720 et 1730, à celui de Jacopo Amigoni. Les premiers travaux confirmés d'Appiani sont quatre études préparatoires (trois paires de figures classiques et le Parnasse, tous les trois vers 1743 ; col. privé, voir Zubeck, figs 1-4) pour des fresques dans le château (destr. 1793) à Sarrebruck. À partir de 1745, il vit à Mayence, où il devient le premier peintre de cour, et entre 1748 et 1751, il réalise des fresques de sujets sacrés dans les églises de Saint-Pierre, Lindau et d'Oberdorf.
Il meurt le 19 août 1785 à Triefenstein ou à Mayence.

## Œuvres

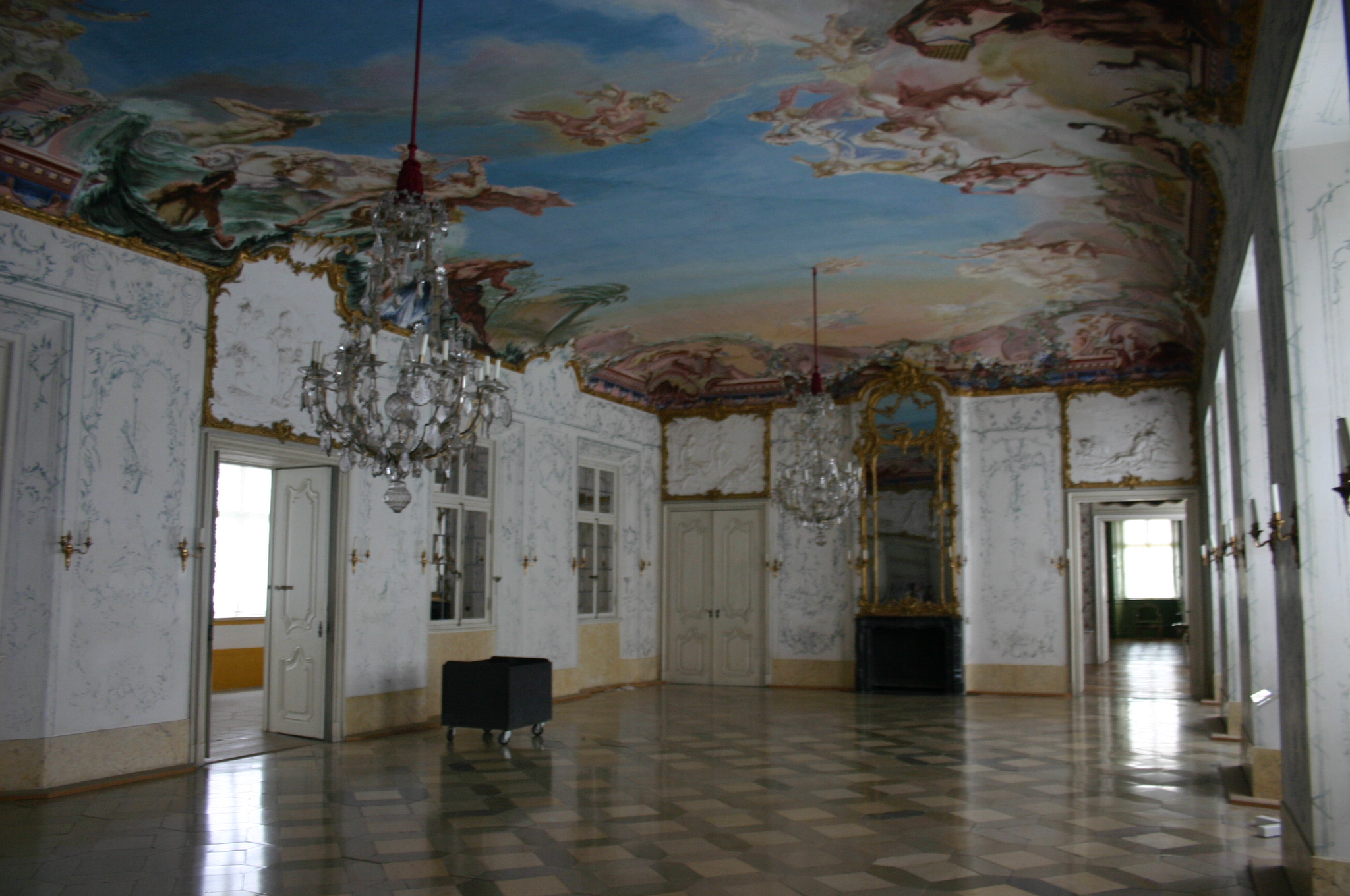
Vue du grand salon blanc d'apparat du château de Seehof, avec son plafond peint par Joseph Ignaz Appiani.
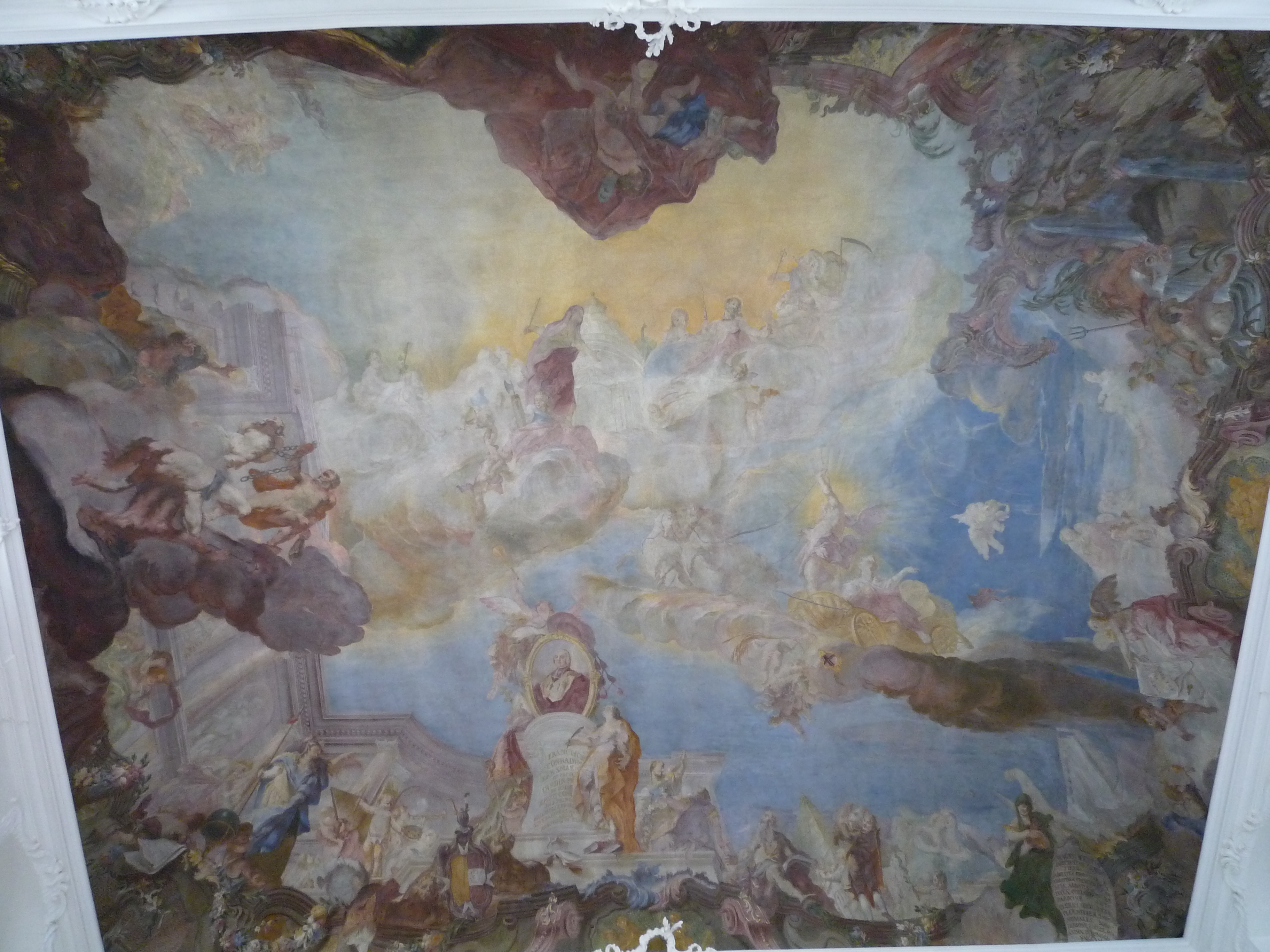
Fresque dans la voûte de la cage d'escalier du nouveau château de Meersburg.